# Club Cheval
Club Cheval est un groupe de musique électronique français, formé en 2009 et originaire de Lille. Il est composé de Myd, Sam Tiba, Panteros666 et Canblaster.

## Biographie
Club Cheval naît en 2009, et composé de quatre musiciens français, Canblaster, Myd, Sam Tiba et Panteros666, ayant pour particularité de fusionner différents genres tels que le RnB ou la house. Les membres se rencontrent à Lille pendant leurs études, et se font connaître grâce à deux EP sortis en 2010 sur Bromance, le label de Brodinski, et à quelques remixes pour Rihanna, Underworld, Two Door Cinema Club ou The Dø. Parallèlement aux productions individuelles des membres, le premier single réalisé par tous les membres de Club Cheval, Now U Realize, sort en juin 2012. Sur le même mode de collaboration, l'EP Decisions comprenant Decisions et Vanilla Girl sort en novembre 2012.
Le premier album de Club Cheval, Discipline, sort en mars 2016. Le premier extrait de cet album From the Basement to the Roof est sorti en mars 2015, suivi de remixes par le duo Oliver ainsi que MikeQ, figure de la Ball culture. Le morceau est co-réalisé par DJ Kore et la voix est celle de Phlo Finister, chanteuse de RnB originaire de Los Angeles. Club Cheval précise au magazine The Fader l'avoir choisie « pour donner au morceau la note sentimentale » qu'ils recherchaient.
Début septembre 2016, Club Cheval sort le clip Discipline, morceau-titre de l'album, dont la vidéo est réalisée par J.A.C.K, le duo de réalisateurs à l'origine des vidéos de Christine and the Queens ou Madonna. Sa particularité est de revisiter le jeu des chaises musicales. Par la suite, le groupe cesse son activité, chaque membre du collectif continuant une carrière en solo. Le groupe annonce un retour via les réseaux sociaux en 2019, mais sans nouveautés depuis,.

## Discographie

### Singles et EP
- 2012 : Now U Realize (Bromance)
- 2012 : Decisions (EP, Bromance)
- 2015 : From the Basement to the Roof (EP, Bromance/Parlophone) (contient les remixes de MikeQ et Oliver)
- 2015 : Discipline (EP, Bromance/Parlophone) (contient les remixes de Ryan Hemsworth, With You, Louis the Child et Panteros666)

### Remixes
- Can't Feel My Face - The Weeknd
- Keep Your Lips Sealed (feat. Goldie Slim) - The Dø
- Jump (Rap Remix) feat. Theophilus London - Rihanna
- Won't You Be There - Nero
- Stamina - Vitalic
- Excuse Me - Boys Noize
- Always Loved a Film – Underworld
- Big City Knights – Birdy Nam Nam
- Children – VV Brown
- Pour Your Love – Benga
- Never Let Go – Surkin
- Scream – Usher
- Changing of the Seasons - Two Door Cinema Club